# Ghazi Mashal Ajil al-Yawer
Ghazi Mashal Ajil al-Yawer (tiếng Ả Rập: غازي مشعل عجيل الياور, sinh năm 1958) là một chính khách người Iraq. Ông là Phó tổng thống chính phủ chuyển tiếp của Iraq 2005-2006, trước đó là Tổng thống của Iraq dưới thời Chính phủ lâm thời Iraq 2004-2005.
Ban đầu Al-Yawar là một thành viên của Hội đồng Điều hành Iraq, được tạo ra sau khi Mỹ dẫn đầu cuộc xâm lược Iraq năm 2003. Năm 2004, ông được Hội đồng bổ nhiệm phục vụ như là Tổng thống lâm thời của Iraq, từ sau ngày 28 tháng 6 trở lại là chủ quyền Iraq từ chính phủ chuyển tiếp sau cuộc xâm lược.